# Stirling Silliphant
Stirling Silliphant (ur. 16 stycznia 1918 w Detroit, zm. 26 kwietnia 1996 w Bangkoku) – amerykański scenarzysta i producent filmowy i telewizyjny. Laureat Oscara za najlepszy scenariusz adaptowany do filmu W upalną noc (1967) w reżyserii Normana Jewisona.
Autor scenariuszy do takich filmów, jak m.in.: Wioska przeklętych (1960), Wątła nić (1965), Charly (1968), Prywatna wojna Murphy’ego (1971), Nowi centurionowie (1972), Tragedia „Posejdona” (1972), Płonący wieżowiec (1974) czy Rój (1978).